# Mitchell Dijks
Mitchell Dijks, né le 9 février 1993 à Purmerend aux Pays-Bas est un footballeur néerlandais. Évoluant au poste d'arrière gauche.

## Biographie

### En club
Né à Purmerend aux Pays-Bas, Mitchell Dijks entame sa carrière professionnelle à l'Ajax Amsterdam. Il joue son premier match le 5 août 2012, lors de la supercoupe des Pays-Bas 2012 face au PSV Eindhoven. Il est titulaire au poste d'arrière gauche et son équipe s'incline par quatre buts à deux.
Le 31 janvier 2017, il est prêté à Norwich City.
Durant l'été 2018, il s'engage pour cinq saisons avec le Bologne FC, alors qu'il était en fin de contrat avec l'Ajax Amsterdam.

## Palmarès
Avec l'Ajax Amsterdam
- Champion des Pays-Bas en 2013

## Statistiques
Le tableau ci-dessous récapitule les statistiques de Mitchell Dijks lors de sa carrière en club :
| Saison                | Club                  | Championnat           | Championnat | Championnat | Coupe(s) nationale(s) | Coupe(s) nationale(s) | Compétition(s) continentale(s) | Compétition(s) continentale(s) | Compétition(s) continentale(s) | Autres compétitions | Autres compétitions | Autres compétitions | Total | Total |
| Saison                | Club                  | Division              | M.          | B.          | M.                    | B.                    | Comp.                          | M.                             | B.                             | Comp.               | M.                  | B.                  | M.    | B.    |
| 2012-2013             | Ajax Amsterdam        | 1                     | 6           | 0           | 2                     | 0                     | -                              | -                              | -                              | SC                  | 1                   | 0                   | 9     | 0     |
| 2013-2014             | SC Heerenveen (prêt)  | 1                     | 24          | 0           | 3                     | 0                     | -                              | -                              | -                              | -                   | -                   | -                   | 27    | 0     |
| 2014-2015             | Willem II Tilburg     | 1                     | 28          | 0           | -                     | -                     | -                              | -                              | -                              | -                   | -                   | -                   | 28    | 0     |
| 2015-2016             | Ajax Amsterdam        | 1                     | 29          | 0           | 1                     | 0                     | C1+C3                          | 2+7                            | 0+0                            | -                   | -                   | -                   | 39    | 0     |
| 2016-2017             | Ajax Amsterdam        | 1                     | 12          | 0           | 2                     | 0                     | C1+C3                          | 3+3                            | 0+0                            | -                   | -                   | -                   | 20    | 0     |
| Total sur la carrière | Total sur la carrière | Total sur la carrière | 99          | 0           | 8                     | 0                     | -                              | 15                             | 0                              | -                   | 1                   | 0                   | 123   | 0     |